# 趙學而
趙學而（英語：Bondy Chiu Hok Yee，1971年3月31日—），原名趙慧燕，香港女歌手及演員。

## 背景
趙學而原名趙慧燕，早年在油塘徒置區20座成長，曾就讀聖安當小學下午校（1983年小六，與藝人張沅薇為同班同學）和聖安當女書院。1988年，趙學而參加了由無綫電視及華星唱片舉辦的新秀歌唱比賽，可是在半準決賽時（前30名）被淘汰。她後來於1989年加入無綫電視藝員訓練班第3期藝員進修班，畢業後成為無綫電視旗下藝員，曾主持無綫電視如《娛樂新聞眼》、《都市閒情》及《婦女新姿》等節目。

### 出道經過
1993年，她與一眾視藝會員合資在百代唱片推出《反斗最多星》合輯，並以合唱《卡拉恭喜》、獨唱《我可以不愛你》一曲初試啼聲。
同年，她於公開活動試唱關淑怡的《一切也願意》，當時飛圖唱片公司老闆葉志銘也在場，他希望招攬趙學而成為飛圖唱片公司旗下歌手，並在同年簽了為期4年（至1997年）的合約。由於唱片公司希望為她洗去一向電視主持的形象，故在1993年簽約後未有立刻推出專輯，相隔一年後至1994年才安排她作正式出道發展，期間只為飛圖灌唱了三首卡拉OK翻唱單曲《瀟灑走一回》、《紅塵》及《容易受傷的女人》。

### 事業發展（1994－2001）
1994年，趙學而正式以個人歌手身份出道，推出其首張個人EP《反叛情歌》，主打歌為《反叛情歌》及《再見了》，唱片公司為她塑造的中性而活潑形象得到坊間不俗回響。
1995年，她推出了首張大碟《每隔兩秒》，以及首張VCD《每隔兩秒》。《每隔兩秒》受歡迎程度更高，獲得金唱片銷量，更首次打入TVB勁歌金曲第二季季選奪得季選金曲獎，並打造出受歡迎作品如《我恨我是女人》、冠軍歌《每隔兩秒》，為她日後的歌唱事業打下基礎。承《每隔兩秒》的餘勢，唱片公司推出了她首張音樂錄影帶VCD，現已絕版。
1996年，推出大碟《越怕越愛》。專輯推出了受歡迎作品《輸給戀愛的女人》、《謫仙記》、《浪漫就是...》等，銷量報捷，從該專輯中，她明顯於音樂方向作出了新嘗試，曲風比上張專輯更見多元化。這段時期她更開始嘗試接拍電視劇，如《O記實錄I/II》及《天龍八部》。電影作品則有《想見你》和《蘭桂坊七公主》。
1997年，她與飛圖唱片續約，推出了兩隻大碟《尋人》和《趙學而家系列17首》。在《尋人》大碟當中，趙學而開始脫離少女感覺，換上高貴形象，音樂上亦見成熟，受歡迎作品有《尋人》、《終於可結束》等。《怎麼說》是無綫電視連續劇《O記實錄II》的插曲，她亦參與了此曲的填詞部份；《無色無相》則是新城電台節目《驚叫一點鐘》主題曲，以靈異為題材，而《尋人（重要啟示版）》則是她唯一的變奏版樂曲。期間她代言了GAVIN服裝系列，並拍攝了一輯電視廣告，男主角為前亞洲電視藝員袁文傑。《趙學而家系列17首》是她第一張新曲加精選，收錄了三首新歌及十四首舊作，新作品包括《連體》、《反對派》及《尋開心》，三支作品均有拍攝音樂錄影帶。《尋開心》歌詞由林夕填上，題材意識大膽，描寫男女關係，市場反應異常出色，成為其代表之一。而由於《尋開心》的成功，此作銷量甚佳，停留在IFPI唱片銷量榜前十位十星期，達雙白金銷量。
1998年，她在飛圖唱片公司推出了最後一隻大碟《我說過要你快樂》，叫好不叫座。此藝術性專輯被譽為是她音樂生涯中最高素質的作品，亦成為她轉型成熟路線的一張重要作品。《我說過要你快樂》大碟當中收錄十首新歌以及三首純音樂。十首新歌中，除了翻唱吳國敬的《我說過要你快樂》，全部歌詞皆由林夕負責，塑造出趙學而對愛執迷而且擁有自己個性的形象。該專輯更是趙學而首張附送VCD的專輯，音樂錄影帶拍攝手法特別，《壞得好》和《愛得起》相連成一個故事，她與蔡一傑更有激烈接吻場面，另外《據為已有》則用上了Long-Take手法去拍攝。另外，她亦參演了內地電視連續劇《龍堂》及電影作品《烈火青春》。
1999年，飛圖唱片被楊受成收購，隨後她和英皇娛樂簽約，並推出了大碟《Inside》。專輯走較抒情的成人搖滾路線，《自欺欺人》一曲非常受歡迎，其他主打包括《眼福》、《談一場不後悔的戀愛》、《失蹤》、《意氣用事》等。當中更收錄蔡齡齡的名曲《細水長流》，由趙學而翻唱。此作宣傳頗強，專輯推出的特別版更包括了滑鼠墊，以及由作家梁芷珊所寫的短篇小說《談一場不後悔的戀愛》，以吸引聽眾。
2000年，她推出了第二張新曲加精選《最好慢慢來》，當中有五首新曲：《慢慢來》、《愛上兩個人》、《未》、《我會愛你吧》和《難懂》，主打《慢慢來》頗受歡迎。專輯另外收錄十二首舊曲。此專輯亦於2007年被英皇娛樂重新發行。
2001年，她因音樂上理念和唱片公司所要求的不同，與英皇娛樂解約，事業重心不再放在唱片上。

### 轉戰電視界（2002年-2006年，2012年-）
離開樂壇後，她重返無綫電視與林曉峰主持《勁歌金曲》，其後更接拍《勇往直前》，該劇為一套圍繞馬場生活的劇集，飾演反派角色，演技受到肯定。後來又接拍長壽電視喜劇《皆大歡喜》飾演「少奶」一角林玉露，劇中經常與梅小惠飾演的一角鬥氣，人氣穩定。期間她偶爾參與音樂事業，參與作品有與羅嘉良合唱的電視劇主題曲《愛多錯多》和數首《皆大歡喜》內的插曲。
2005年7月，趙學而在《黃偉文十周年作品集》唱片中，應邀翻唱了陳慧琳的歌曲《最佳位置》，反應不俗，後來亦有在其十周年紀念音樂會中演唱此曲，另外由於容祖兒喉嚨不適亦自願替其演繹《痛愛》一曲。當晚除了演唱《痛愛》及《最佳位置》外，她還翻唱了草蜢的《失樂園》，可惜此音樂會並沒有推出任何錄音產品，只曾於網上及電台作公開播放。同年9月，英皇娛樂承勢推出了《Be Right Back 精選》，只收錄了17首趙學而的大熱作品。
2005年起，趙學而拍畢《皆大歡喜》一劇後，鮮有在電視上露面，與無綫電視的合約亦已完結。期間她偶往國內和外國登台演出。趙學而於2006年自資推出了《學而教路美甲篇VCD》，分享美甲心得。
2012年以一個沒有與香港電視網絡（HKTV）簽下藝員合約的身份，為HKTV拍攝《第二人生》，首次擔任劇集第一女主角。此劇最後於2015年網上首播，其演技好評如潮。
2016年，客串參演ViuTV電視台兩套電視劇《瑪嘉烈與大衛系列 綠豆》和《三一如三》，近兩年開始重新活躍電視界，其中綠豆角色迴響甚大。
2017年，客串參演ViuTV電視劇《瑪嘉烈與大衛系列 前度》。

### 自由身、自資發行唱片（2007年-）

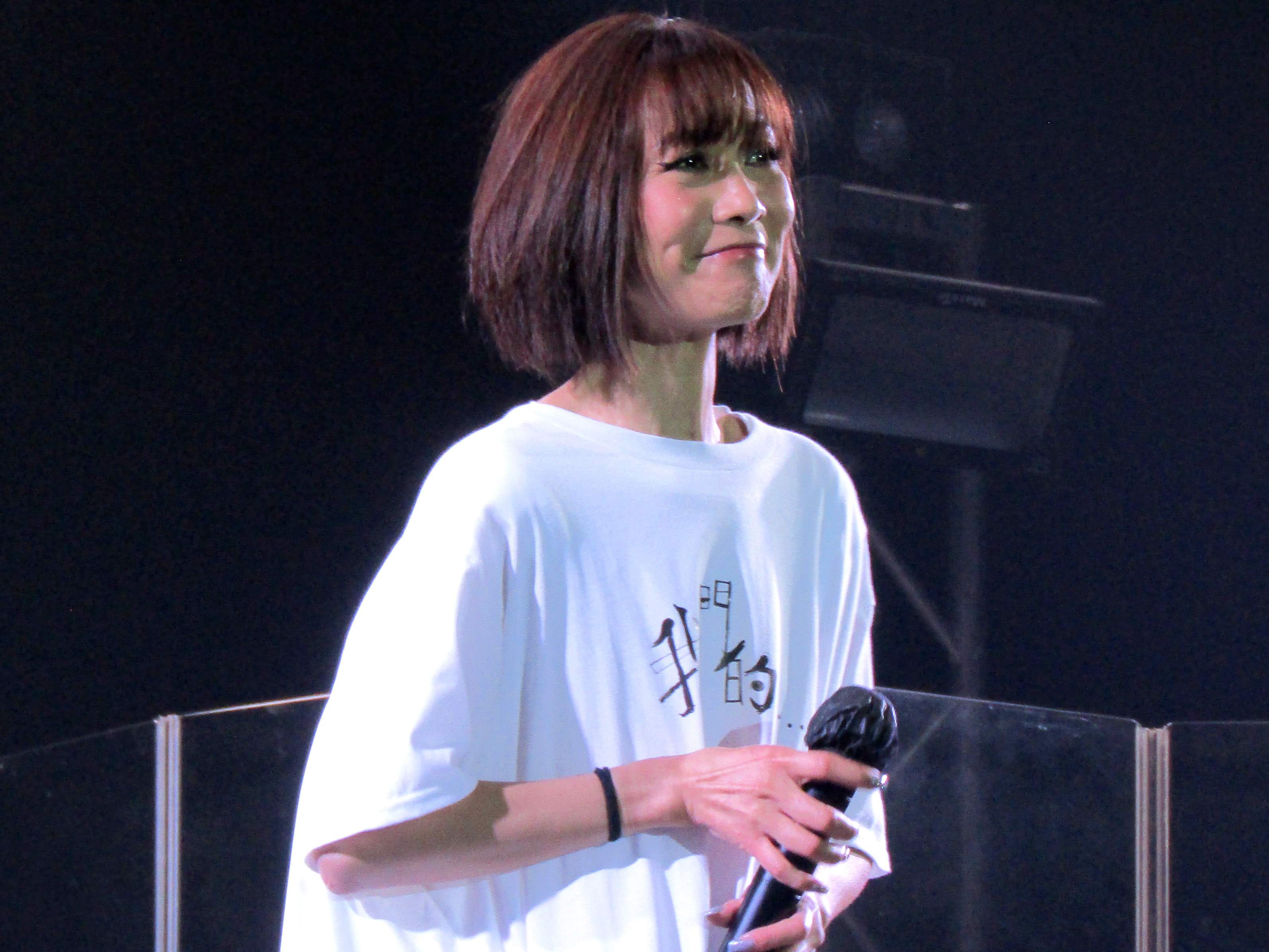
2021年8月22日於EMax Music Zone

2007年4月，趙學而參與了W創作社、東亞娛樂及林一峰聯合製作的音樂舞台劇《一期一會》，以陳百強的歌曲為主幹。其他演員有at17成員盧凱彤，舞台劇獎最佳女主角林小寶和楊詩敏，舞台劇獎最佳男主角梁祖堯，另外還有谷祖琳，湯駿業等演員參與，演出場地為香港演藝學院歌劇院。是次為趙學而首次參與舞台劇，她飾演拜金事業女性美雪。4月首演門票於三天內被掃清，反應極為出色。可惜趙學而於4月20日總綵排時弄傷左腳，未能參與該劇的首演，但她也在輪椅上與眾演員唱歌，於舞台上感動落淚。同年7月，《一期一會》重演，十三場門票亦接近爆滿，最後她順利完成演出，備受好評。趙學而於劇內演繹了三首作品，包括《粉紅色的一生》(改編版/與黃龍斌合唱)，《偏偏喜歡你》和《旅程》(與林一峰合唱)。《偏偏喜歡你》和《旅程》均有被收錄在舞台劇原聲大碟中。《一期一會DVD》於2008年7月發行，發行商為東亞娛樂。
2008年1月，趙學而出席公開活動時表示將會重新推出唱片，惟還未簽唱片公司。但由於去年學懂不少幕後工作，她現時打算自己製作歌曲，再找唱片公司發行。5月，她再於電視訪問透露推出唱片事宜，她說沒有為唱片推出日期定下目標，只要時間和其他因素適合便會發行。她亦透露唱片仍屬自資階段，因此更需要小心計劃，而且香港非法下載情況嚴重，她或許會考慮以合法下載方式推出作品。趙學而亦有與焦媛合演歌舞舞台劇《心太野》，同劇演員包括陳健豪。此劇的導演為林龍傑，音樂總監/作曲/填詞為黃偉年及陳文剛。《心太野》是一部圍繞職業女性瘋狂夢想的大膽劇目，焦媛負責主要的跳舞部份，而趙學而負責劇目內的歌唱部份。她於劇中獨唱了六支作品，但該次沒有推出舞台劇原聲大碟。《心太野》演出日期為5月7日至5月12日，本定演出九場，由於反應熱烈而加開第十場，並於其中三場加設站立位置，演出順利完成。場地為香港文化中心劇場。
2008年10月，她於訪問中證實已開始錄音工作，並參與全部製作部份，由谷中仁（學而在飛圖時期的唱片監製）負責唱片監製工作，她更透露自己投放了達九成積蓄進這張新唱片內。12月10日終於推出新唱片《聽［tīng］》，主要以爵士曲式為主，共翻唱了11首歌曲。
2009年1月，趙學而在網誌中表明《聽［tīng］》只剩少量存貨於各大唱片店發售，現正進行加印。8月10日，趙學而在網誌中表示其最新大碟《聽聽》將在當年9月下旬發行，這同樣是一張翻唱舊歌的專輯，但主要語言為國語；同年8月趙學而率先推出《聽聽》的Limited Edition，只收錄三首作品。
2010年11月，趙學而在Facebook個人專頁指出，原定計劃在2011年農曆前出版的專輯將會延期發行。
2011年4月，趙學而在其微博宣佈年底與圈外建築師男友Alan So結婚。同年7月也在微博發放消息，指新專輯《Trinity》會於8月發行，同時會發行純音樂藍光光碟 Pure Audio Blu-Ray Disc特別版本。
2012年6月，趙學而以自由身身份擔任亞洲電視《亞洲星光大道5》第一集表演嘉賓，並演繹了《我為你狂》一曲。同時，她也落實接拍香港電視網絡第四部電視劇《第二人生》。後來在同年7月她也在微博透露將於8月推出她第四張發燒專輯《學而。唱 chanteur》，當中除了翻唱歌曲以外，亦會收錄三首新歌。
2013年3月，趙學而於個人Facebook專頁公布《學而。唱 chanteur》的純音樂藍光光碟特別版本將於該月發行，其中收錄了兩首國語新歌的音樂錄影帶。其後在4月刊出的《AV Magazine》中表示打算在這一年休息，不發行新的發燒專輯，以便自己思考未來的路向。
2016年5月11日，趙學而以壓軸嘉賓身份，於毛記電視《萬千呃Like賀台慶》演唱《小城電視》一曲（改編自《小城大事》），訴說香港當下電視生態及觀眾對電視的期望，同年11月舉行首次個人演唱會《我趙學而演唱會》。
2017年3月，趙學而在電影《救殭清道夫》飾演食物環境衛生署特別行動組其中一個頭目 「M」 一角。
2018年，入行近30年的趙學而，於4月尾在紅館舉行《趙學而Right On Time個人演唱會》。
2018年2月，接受訪問時透露她的獨立自主由小培育，四歲喪父，她和母親曾經窮到鋪着報紙吃腐乳撈飯。而做歌手的年代，唱片公司每年都有人事變動，很多談好了的計劃，會突然全部作廢，不得不學懂靠自己生存下去。但一直在事業上疾衝的她頓感空虛，亦曾與一電訊公司高層相戀但無疾而終，結果患上情緒病，要服抗抑鬱藥治療。
2020年8月 太子站襲擊事件一周年推倒孕婦事件，趙學而在Facebook出帖文，轉發了網媒的報道並說：「No Need To Ask WHY !!!」
2021年，與Serrini一同主持12集音樂清談節目《深情檢測中心》。8月22-23日，於九龍灣國際展貿中心 Music Zone舉行《學而我們的音樂會》。

## 音樂作品

### 個人大碟
- 1995年4月12日：《每隔兩秒》
- 1996年：《越怕越愛》
- 1997年：《尋人》、《趙學而家系列17首》
- 1998年：《我說過要你快樂》
- 1999年：《Inside》
- 2008年：《聽 tīng》
- 2009年：《聽聽》
- 2011年：《Trinity》
- 2012年：《學而·唱 Chanteur》

### EP
- 1994年6月10日：《反叛情歌》

### 精選
- 2000年：《最好慢慢來 新曲加精選》（2007年重新發行）
- 2005年：《Be Right Back 精選》
- 2015年：《我說過要你快樂精選15首》

### VCD
- 1996年：《每隔兩秒》

### 單曲
- 1993年：《我可以不愛你》、《容易受傷的女人》、《紅塵》
- 1994年：《瀟灑走一回》、《看我!別回頭》
- 2016年：《其實怕選擇》
- 2017年：《恨上癮》
- 2018年：《黃金花》

### 合唱作品
- 1993年：
  1. 蔡濟文: 《you're the only》— 合唱《Hey Paula》
  2. 群星:《反斗最多星》— 合唱《卡拉恭喜》
- 1995年：群星: 《心經》 — 與關淑怡及蘇永康合唱《心經》
- 1997年：群星: 《「香港是我家」主題曲》 — 合唱《前一步》
- 1999年：群星: 《「香港演藝界921傳心傳意大行動」主題曲》 — 合唱《這城市有愛》
- 2000年：王傑: 《Giving》 — 合唱《誰明浪子心》
- 2002年：羅嘉良:《歲月流聲 新曲+精選》 — 合唱《愛多錯多》 (無綫電視劇"七姊妹"主題曲)
- 2003年：
  1. 林文龍、謝天華、廖碧兒、薛家燕、劉愷威、阮兆祥、鄧兆尊、陳彥行:《皆大歡喜》 — 《皆大歡喜》
  2. 謝天華:《皆大歡喜》 — 《戀愛要開心》
  3. 廖碧兒、薛家燕、陳彥行:《皆大歡喜》 — 《等愛的女人》
- 2005年：《黄偉文十周年作品集After Ten》 翻唱《最佳位置》
- 2007年：
  1. 《一期一會Music Theatre Soundtrack》 翻唱《偏偏喜歡你》
  2. 林一峰:《一期一會Music Theatre Soundtrack》 — 合唱《旅程》

### 演唱會
- 2016年：《我趙學而演唱會》（11月13-14日，九龍灣國際展貿中心 匯星 Star Hall）
- 2018年：《趙學而 Right on Time 演唱會 2018》（4月28日，紅磡香港體育館）
- 2021年：《學而我們的音樂會》（8月22-23日、26-27日，九龍灣國際展貿中心 Music Zone）
- 2023年：《趙學而x香港業餘管弦樂團音樂會》（4月10日，伊利沙伯體育館）
- 2024年：《趙學而50 Plus演唱會》（12月7日，麥花臣場館）

### 電視劇歌曲（中國大陸）
- 2010年：廣東電視台《妹仔大過主人婆》片尾曲《只想在一起》

## 派台歌曲成績
| 派台歌曲四台上榜最高位置 | 派台歌曲四台上榜最高位置 | 派台歌曲四台上榜最高位置 | 派台歌曲四台上榜最高位置 | 派台歌曲四台上榜最高位置 | 派台歌曲四台上榜最高位置 | 派台歌曲四台上榜最高位置                                             |
| ------------------------ | ------------------------ | ------------------------ | ------------------------ | ------------------------ | ------------------------ | -------------------------------------------------------------------- |
| 唱片                     | 歌曲                     | 903                      | RTHK                     | 997                      | TVB                      | 備註                                                                 |
| 1994年                   |                          |                          |                          |                          |                          |                                                                      |
| 反叛情歌                 | 反叛情歌                 | 29                       | -                        | -                        | -                        |                                                                      |
| 反叛情歌                 | 再見了                   | 15                       | 10                       | -                        | -                        |                                                                      |
| 反叛情歌                 | 很清楚                   | -                        | -                        | -                        | -                        |                                                                      |
| 每隔兩秒                 | 荒謬                     | 24                       | -                        | -                        | -                        |                                                                      |
| 1995年                   |                          |                          |                          |                          |                          |                                                                      |
| 每隔兩秒                 | 每隔兩秒                 | 2                        | 1                        | -                        | 1                        |                                                                      |
| 每隔兩秒                 | 我恨我是女人             | 8                        | 4                        | -                        | -                        |                                                                      |
| 每隔兩秒                 | 真摯                     | -                        | -                        | -                        | -                        |                                                                      |
| 每隔兩秒                 | 如今只知道最愛你一人     | -                        | -                        | -                        | -                        |                                                                      |
| 1996年                   |                          |                          |                          |                          |                          |                                                                      |
| 越怕越愛                 | 輸給戀愛的女人           | -                        | -                        | -                        | -                        |                                                                      |
| 越怕越愛                 | 謫仙記                   | -                        | 1                        | -                        | -                        |                                                                      |
| 越怕越愛                 | 永遠懷念你               | -                        | -                        | -                        | -                        |                                                                      |
| 越怕越愛                 | 浪漫就是...              | -                        | -                        | -                        | -                        |                                                                      |
| 尋人                     | 尋人                     | -                        | -                        | -                        | -                        |                                                                      |
| 1997年                   |                          |                          |                          |                          |                          |                                                                      |
| 尋人                     | 怎麼說                   | -                        | -                        | -                        | -                        | TVB電視劇《O記實錄II》插曲                                           |
| 尋人                     | 終於可結束               | -                        | 6                        | 1                        | -                        |                                                                      |
| 尋人                     | Take Two                 | -                        | -                        | -                        | -                        |                                                                      |
| 趙學而家系列17首         | 尋開心                   | -                        | 3                        | -                        | 3                        |                                                                      |
| 趙學而家系列17首         | 反對派                   | -                        | -                        | -                        | -                        |                                                                      |
| 趙學而家系列17首         | 連體                     | 10                       | -                        | -                        | -                        |                                                                      |
| 1998年                   |                          |                          |                          |                          |                          |                                                                      |
| 我說過要你快樂           | 愛得起                   | 12                       | 18                       | 10                       | 8                        |                                                                      |
| 我說過要你快樂           | 壞得好                   | 13                       | 11                       | 10                       | -                        |                                                                      |
| 我說過要你快樂           | 我說過要你快樂           | 8                        | -                        | 12                       | -                        | 翻唱吳國敬作品                                                       |
| 我說過要你快樂           | 據為己有                 | 3                        | 10                       | 6                        | -                        |                                                                      |
| 1999年                   |                          |                          |                          |                          |                          |                                                                      |
| Inside                   | 失蹤                     | 15                       | -                        | 20                       | -                        |                                                                      |
| Inside                   | 眼福                     | 19                       | 5                        | 11                       | 4                        |                                                                      |
| Inside                   | 自欺欺人                 | 8                        | 2                        | 4                        | 3                        |                                                                      |
| Inside                   | 談一場不後悔的戀愛       | -                        | -                        | -                        | -                        |                                                                      |
| Inside                   | 意氣用事                 | -                        | -                        | -                        | -                        |                                                                      |
| 2000年                   |                          |                          |                          |                          |                          |                                                                      |
| 最好慢慢來               | 慢慢來                   | 3                        | 14                       | 5                        | 5                        |                                                                      |
| 最好慢慢來               | 未                       | -                        | -                        | -                        | -                        |                                                                      |
| 2002年                   |                          |                          |                          |                          |                          |                                                                      |
| 皆大歡笑                 | 等愛的女人               | -                        | -                        | 10                       | -                        | TVB電視劇《皆大歡喜》插曲 與薛家燕、廖碧兒、陳彥行合唱               |
| 2003年                   |                          |                          |                          |                          |                          |                                                                      |
| 皆大歡笑                 | 皆大歡笑                 | -                        | -                        | -                        | -                        | 與薛家燕、林文龍、廖碧兒、謝天華、陳彥行、鄧兆尊、阮兆祥、劉愷威合唱 |
| 2005年                   |                          |                          |                          |                          |                          |                                                                      |
| 黃偉文十年選             | 最佳位置                 | 1                        | 3                        | -                        | 3                        | 翻唱陳慧琳作品                                                       |
| 2007年                   |                          |                          |                          |                          |                          |                                                                      |
| 一期一會音樂劇原聲大碟   | 偏偏喜歡你               | 17                       | -                        | -                        | -                        | 翻唱陳百強作品                                                       |
| 2008年                   |                          |                          |                          |                          |                          |                                                                      |
| 聽 ［tīng］              | 對一個人愛錯             | -                        | -                        | -                        | -                        | 翻唱草蜢作品                                                         |
| 2016年                   |                          |                          |                          |                          |                          |                                                                      |
|                          | 其實怕選擇               | -                        | -                        | 16                       | ×                        | ViuTV電視劇《瑪嘉烈與大衛系列 綠豆》片尾曲                           |
| 2017年                   |                          |                          |                          |                          |                          |                                                                      |
|                          | 恨上癮                   | -                        | -                        | -                        | ×                        | ViuTV電視劇《瑪嘉烈與大衛系列 前度》片尾曲                           |
| 2018年                   |                          |                          |                          |                          |                          |                                                                      |
|                          | 黃金花                   | -                        | 10                       | -                        | ×                        | 電影《黃金花》主題曲                                                 |

| 903 | RTHK | 997 | TVB | 備註              |
| 1   | 2    | 1   | 1   | 四台冠軍歌總數：0 |

- 沒有派往該台（×）

## 影视作品

### 電視劇（無綫電視）
| 首播        | 劇名       | 角色             | 性質       |
| 1990年      | 同居三人組 | Annie            | 跑龍套     |
| 1991年      | 血璽金刀   | 倚紅             | 跑龍套     |
| 1991年      | 幹探群英   | 女顧客           | 跑龍套     |
| 1992年      | 大地飛鷹   | 哈尼族少女       | 跑龍套     |
| 1992年      | 武林幸運星 | 翠               |            |
| 1995年      | O記實錄    | 王明慧（Bonnie） | 第二女主角 |
| 1996年      | O記實錄II  | 王明慧（Bonnie） | 第二女主角 |
| 1997年      | 天龍八部   | 木婉清           | 女主角之一 |
| 1998年      | 龍堂       | 傻Kit            | 女主角之一 |
| 2001年      | 勇往直前   | 陸穎彤           | 第二女主角 |
| 2001-2002年 | 皆大歡喜   | 林玉露（二少奶） | 女主角之一 |
| 2003-2005年 | 皆大歡喜   | 林玉露（Kelly）  | 女主角之一 |

### 電視劇（香港電視 HKTV）
| 首播   | 劇名     | 角色                    | 性質       |
| 2015年 | 第二人生 | 朱敏儀（Joyce、士多妹） | 第一女主角 |

### 電視劇（ViuTV）
| 首播   | 劇名                  | 角色          | 性質     |
| 2016年 | 瑪嘉烈與大衛系列 綠豆 | Jenny（何太） | 客串主演 |
| 2016年 | 三一如三              | 趙學而        | 客串     |
| 2017年 | 瑪嘉烈與大衛系列 前度 | 吳太          | 特別客串 |
| 2019年 | 娛樂風雲              | JK            | 客串     |

### 電視劇（香港電台）
- 2009年 《人生解碼：彩金88》飾 尹麗微

### 電視劇（中國大陸）
- 2010年 《妹仔大過主人婆》飾 阿喜
- 2012年 《妹仔大過主人婆2》飾 阿喜

### 電影作品
- 1996年《想見你》
- 1997年《蘭桂坊七公主》
- 1998年《烈火青春》
- 2015年《哪一天我們會飛》飾 美蘭
- 2017年《救殭清道夫》飾 首領（M）

### 電視節目主持（無綫電視）
- 1992年-1994年 《娛樂新聞眼》
- 1994年 《都市閒情》
- 1995年 《康泰最緊要好玩之俄羅斯東歐特輯》
- 1996年 《為食到維省》
- 1996年 《康泰最緊要好玩 日本韓國之旅》
- 1997年 《康泰最緊要好玩之日本四國特輯》
- 2001年 《星晨旅遊日本四國真的感受》
- 2001年-2002年 《勁歌金曲》

### 電視節目主持（ViuTV）
- 2020年 《Chill Club》

### 電視節目（ViuTV）
- 2021年 《中女唔易做》（真人show參加者）

### 舞台劇／音樂劇
- 2007年 《一期一會 (音樂劇)》（飾 美雪）
- 2022年 《隔離童話集》（飾 都市人/法官）

## 獎項
- 1995年：1995年度TVB勁歌金曲第二季季選-得獎歌曲《每隔兩秒》
- 2020年：AEG Music Channel音樂排行榜頒獎典禮2020鑽石最受歡迎經典金曲《每隔兩秒》

## 外部連結
- 趙學而的新浪微博
- 趙學而的Facebook專頁
- 趙學而的Instagram帳戶
- 趙學而網誌（舊）（页面存档备份，存于）
- VL's 趙學而網（页面存档备份，存于）
- 趙學而在香港影庫上的簡介